# 井桁貞敏
井桁 貞敏（いげた さだとし、1907年3月22日 - 1980年1月11日）は、日本のロシア語学者。

## 経歴・人物
1929年東京帝国大学文学部言語学科卒業。東京外国語学校講師を経て、1937年から1943年まで海軍兵学校ロシア語教授、戦後は防衛大学校教授。1972年定年退官。ほかに東京大学、慶應義塾大学、埼玉大学、東京都立大学等でロシア語を講ずる。『コンサイス露和辞典』同和露辞典を編纂した。ロシア文学者・井桁貞義は息子。

## 著書
- 『露語動詞の体』三省堂（語学文庫）1941
- 『ロシヤ語文法読本』三省堂出版 1945
- 『標準ロシヤ語講座』三省堂出版 1954
- 『コンサイス露和辞典』三省堂出版 1954
- 『標準ロシア語文法』三省堂 1961
- 『わかるロシア語 実力編』三省堂 1965
- 『わかるロシア語 基礎編』三省堂 1965
- 『最新コンサイス和露辞典』三省堂 1966
- 『コンサイス和露辞典』三省堂 1970
- 『ロシア民衆文学』（編著）三省堂 1974